# ヨアヒム・フリードリヒ (ブランデンブルク選帝侯)
ヨアヒム・フリードリヒ（Joachim Friedrich, 1546年1月27日 - 1608年7月18日）は、ブランデンブルク選帝侯（在位：1598年 - 1608年）。ヨハン・ゲオルクの長男、母はレグニツァ公フリデリク2世の娘ゾフィア。バイロイト辺境伯クリスティアン、アンスバッハ辺境伯ヨアヒム・エルンストの兄。
1598年に父の後を継いで選帝侯となり、1605年からは精神を病んでいたプロイセン公アルブレヒト・フリードリヒの摂政を務めた。ヨアヒム・フリードリヒは1608年に死去するが、1618年にアルブレヒト・フリードリヒが死去した後は息子ヨハン・ジギスムントがプロイセン公国も相続することになる。

## 子女
1570年にブランデンブルク＝キュストリン辺境伯ヨハンの娘で父の従妹にあたるカタリーナと結婚し、11人の子をもうけた。
- ヨハン・ジギスムント（1572年 - 1620年） - ブランデンブルク選帝侯
- アンナ・カタリーナ（1575年 - 1612年） - デンマーク王クリスチャン4世に嫁ぐ
- 女（1576年）
- ヨハン・ゲオルク（de, 1577年 - 1624年） - イェーゲルンドルフ（クルノフ）公
- アウグスト（de, 1580年 - 1601年）
- アルベルト・フリードリヒ（de, 1582年 - 1600年）
- ヨアヒム（de, 1583年 - 1600年）
- エルンスト（1583年 - 1613年）
- バルバラ・ゾフィア（de, 1584年 - 1636年） - ヴュルテンベルク公ヨハン・フリードリヒに嫁ぐ
- 女（1585年 - 1586年）
- クリスティアン・ヴィルヘルム（1587年 - 1665年） - マクデブルク大司教領総督

1603年にプロイセン公アルブレヒト・フリードリヒの娘で、息子ヨハン・ジギスムントの妻アンナと弟クリスティアンの妻マリーの妹であるエレオノーレと結婚し、1女をもうけた。
- マリー・エレオノーレ（1607年 - 1675年） - プファルツ＝ジンメルン公ルートヴィヒ・フィリップに嫁ぐ